# پلیزنت گروو (آلاباما)
پلیزنت گروو (به انگلیسی: Pleasant Grove) شهری در شهرستان جفرسون ایالت آلاباما است که مساحت آن ۲۵٫۶۲ کیلومتر مربع است و در سرشماری سال ۲۰۱۰ میلادی، ۱۰٬۱۱۰ نفر جمعیت داشته و تراکم جمعیتی آن، ۳۹۴٫۶۱ نفر در هر کیلومتر مربع بوده است.